# George Maluleka
George Nyiko Maluleka (Tembisa, 7 gennaio 1989) è un calciatore sudafricano, centrocampista del Kruger Utd.

## Palmarès

### Club

#### Competizioni nazionali
- Campionato sudafricano: 3

SuperSport United: 2007-2008, 2008-2009
Kaizer Chiefs: 2014-2015
- MTN 8: 1

Kaizer Chiefs: 2014